# 1922 no jornalismo
Nesta página encontrará referências aos acontecimentos directamente relacionados com o jornalismo ocorridos durante o ano de 1922.

## Nascimentos
| Data         | Nome                   | Profissão             | Nacionalidade | Observações | Ref   |
| ------------ | ---------------------- | --------------------- | ------------- | ----------- | ----- |
| 1 de maio    | Otto Lara Resende      | jornalista e escritor | Brasil        | m. 1992     | [ 1 ] |
| 23 de agosto | Paulo Cabral de Araújo | jornalista e político | Brasil        | m. 2009     | [ 2 ] |

## Mortes
| Data          | Nome                          | Profissão                | Nacionalidade  | Observações | Ref |
| ------------- | ----------------------------- | ------------------------ | -------------- | ----------- | --- |
| 27 de janeiro | Nellie Bly                    | jornalista               | Estados Unidos | n. 1864     |     |
| 14 de outubro | Manuel Vieira Mendes da Silva | comerciante e jornalista | Portugal       | n. 1862     |     |
| ??            | Ângelo Jorge                  | escritor e jornalista    | Portugal       | n. 1883     |     |